# Stadtmitte (metropolitana di Berlino)
La stazione di Stadtmitte (letteralmente: «centro della città») è una stazione della metropolitana di Berlino situata all'incrocio delle linee U2 e U6 nel quartiere Mitte.
È posta sotto tutela documentale (Denkmalschutz).
La stazione U2 fu inaugurata il 1º ottobre 1908 e ideata da Alfred Grenander. Si trova all'incrocio tra Mohrenstraße e Friedrichstraße e allora si chiamava proprio Friedrichstraße. La stazione della linea U6, invece, viene terminata il 30 gennaio 1923, ma costruita a circa 160 m a sud rispetto all'angolo tra Friedrichstraße e Leipziger Straße. Le due stazioni sono collegate da un sottopassaggio pedonale chiamato Mäusetunnel (tunnel dei topi). La stazione ottenne il nome di Stadtmitte nel 1936.

## Servizi
La stazione dispone di:
- Biglietteria
- Scale mobili
- Sottopassaggio